# Světový pohár v orientačním běhu 2018
Světový pohár v orientačním běhu v roce 2018 (Orienteering World Cup 2018) byl 24. ročníkem této soutěže. Skládal se z 11 individuálních závodů a 9 štafetových závodů. Události se konaly ve Švýcarsku, Lotyšsku, Norsku a České republice. Mistrovství Evropy v orientačním běhu 2018 v Ticinu (Švýcarsko) a Mistrovství světa v orientačním běhu 2018 v Rize (Lotyšsko) byly součástí Světového poháru.  
Matthias Kyburz ze Švýcarska získal svůj třetí celkový titul v řadě a celkově pátý v mužské kategorii. Tove Alexanderssonová ze Švédska získala svůj pátý celkový titul v ženské kategorii.  
---

## Program světového poháru 2018
| č. | Datum           | Trať             | Místo             | Vítěz muži        | Vítěz ženy            |
| -- | --------------- | ---------------- | ----------------- | ----------------- | --------------------- |
| 1  | 6. květen 2018  | Sprint           | Ticino, Švýcarsko | Daniel Hubmann    | Tove Alexanderssonová |
| 2  | 9. květen 2018  | Middle           | Ticino, Švýcarsko | Matthias Kyburz   | Marika Teini          |
| 3  | 13. květen 2018 | Long             | Ticino, Švýcarsko | Olav Lundanes     | Tove Alexanderssonová |
| 4  | 4. srpen 2018   | Sprint (WOC)     | Riga, Lotyšsko    | Daniel Hubmann    | Maja Alm              |
| 5  | 7. srpen 2018   | Middle (WOC)     | Riga, Lotyšsko    | Eskil Kinneberg   | Natalia Gemperle      |
| 6  | 11. srpen 2018  | Long (WOC)       | Riga, Lotyšsko    | Olav Lundanes     | Tove Alexanderssonová |
| 7  | 31. srpen 2018  | Long             | Østfold, Norsko   | Gustav Bergman    | Tove Alexanderssonová |
| 8  | 1. září 2018    | Middle           | Østfold, Norsko   | William Lind      | Tove Alexanderssonová |
| 9  | 4. říjen 2018   | Knock-Out Sprint | Praha, Česko      | Vojtěch Král      | Judith Wyder          |
| 10 | 6. říjen 2018   | Middle           | Praha, Česko      | Miloš Nykodým     | Karolin Ohlsson       |
| 11 | 7. říjen 2018   | Sprint           | Praha, Česko      | Jonas Leandersson | Tove Alexanderssonová |

---